# Kiełczyn (Dzierżoniów)

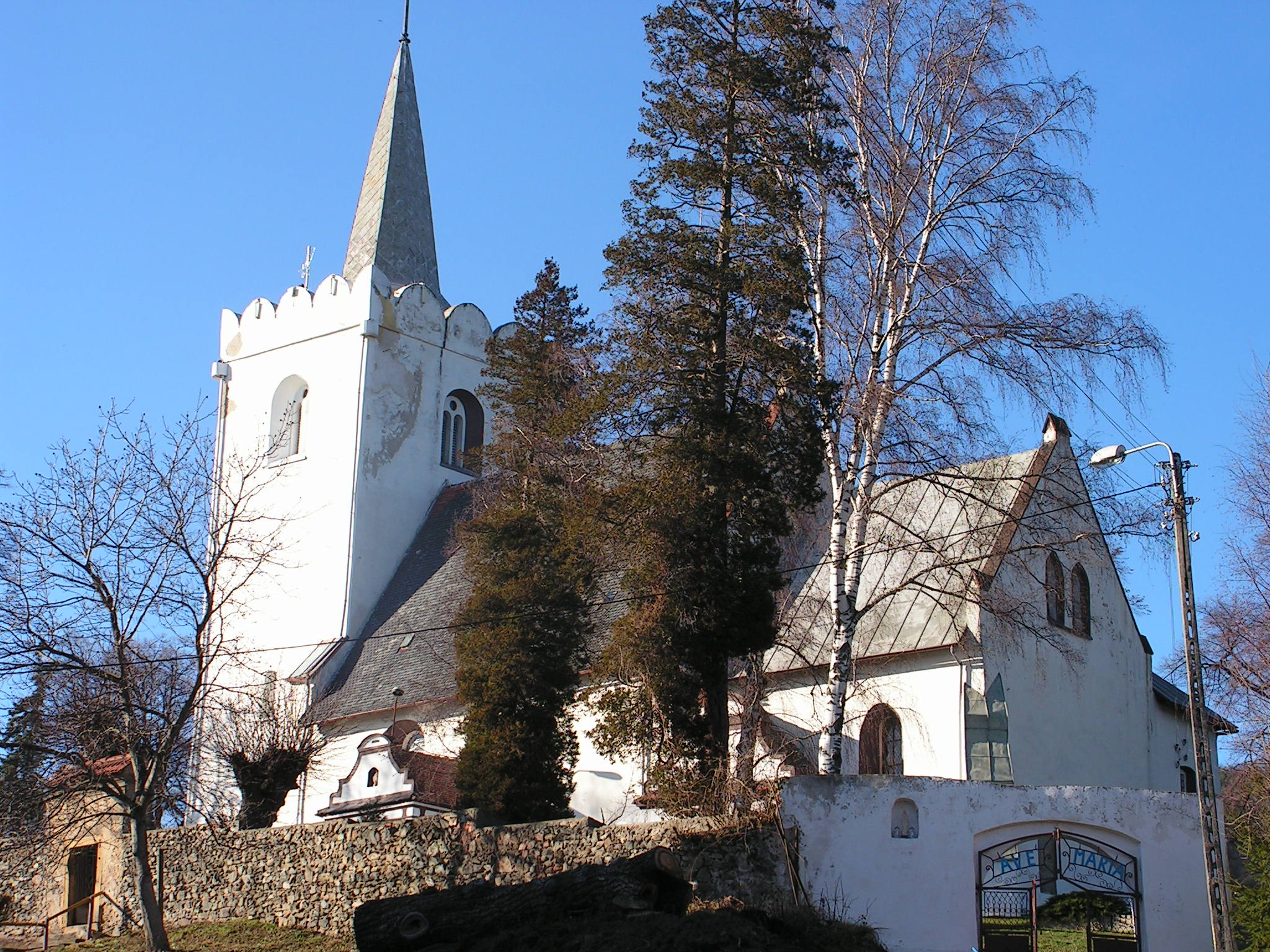
Pfarrkirche Mariä Geburt

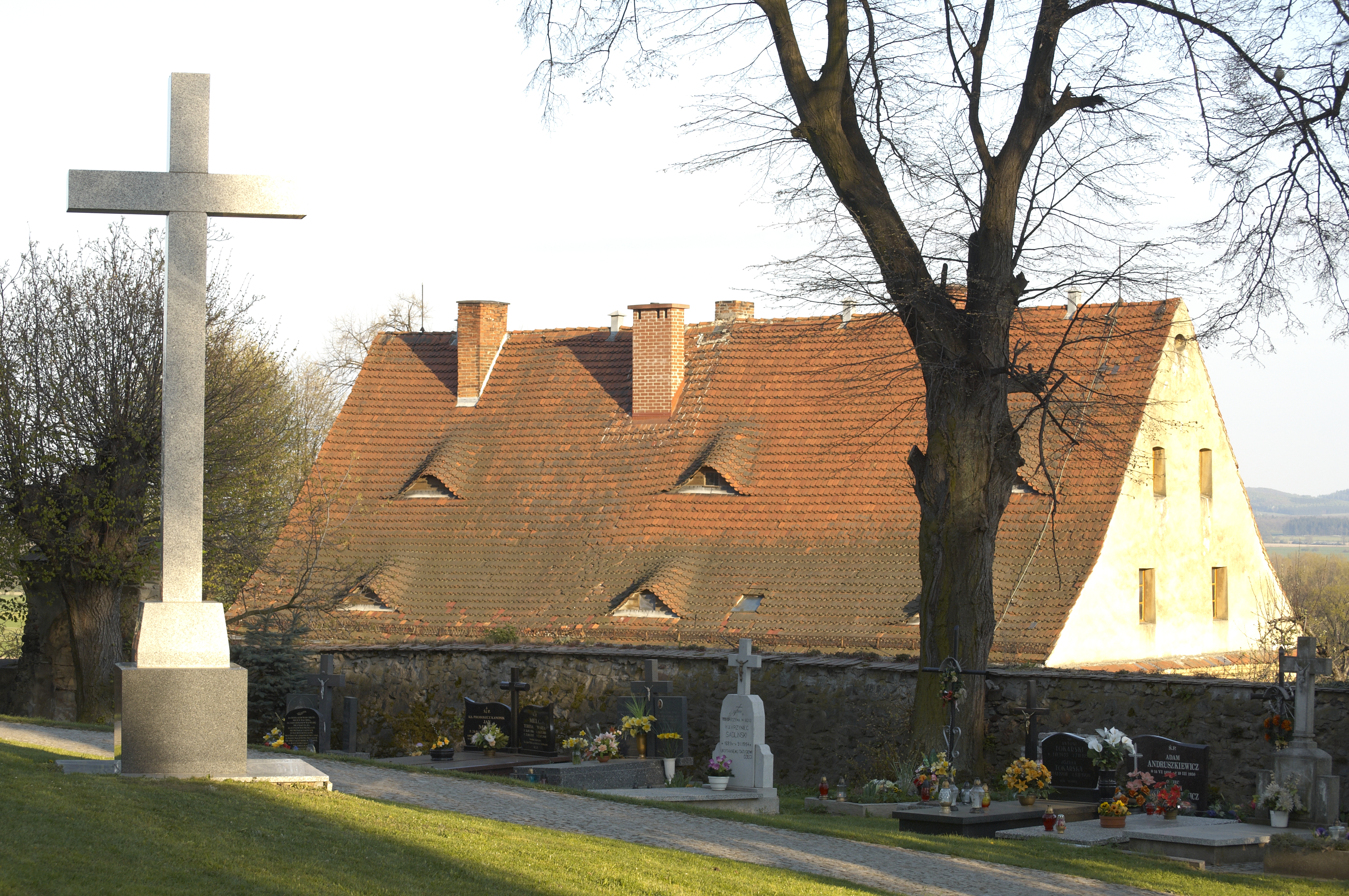
Friedhof

Kiełczyn (deutsch: Költschen; auch Költschen bei Schweidnitz) ist ein Dorf in der Landgemeinde Dzierżoniów im Powiat Dzierżoniowski der Woiwodschaft Niederschlesien in Polen.

## Lage
Kiełczyn liegt ca. 13 Kilometer nordöstlich von Dzierżoniów (Reichenbach) und 45 Kilometer südwestlich von Breslau.
Nachbarorte sind Książnica (Pfaffendorf) im Westen, Tuszyn (Hennersdorf) im Süden, Wiry (Groß Wierau) im Norden, Jędrzejowice (Endersdorf) im Nordosten und Jaźwina (Langseifersdorf) im Südosten.

## Geschichte
Auf dem nahen Költschenberg befindet sich ein Burgwall, der möglicherweise in vorgeschichtlicher Zeit als Kultstätte diente. Erstmals urkundlich erwähnt wurde es im Jahre 1239 in einem Dokument, das einen „Jacobus Plebanus von Colcim“ nennt. Die Siedlung wurde im Zuge der Ostkolonisation durch deutsche Siedler erschlossen. Es gehörte zunächst zum Herzogtum Breslau und nach dessen Teilung 1290/91 zum neu gebildeten Herzogtum Schweidnitz. Nach dem Tod des Herzogs Bolko II. fiel das Herzogtum Schweidnitz-Jauer erbrechtlich an die Krone Böhmen, wobei Bolkos II. Witwe Agnes von Habsburg bis zu ihrem Tod 1392 ein Nießbrauch zustand.
Grundherren waren 1392 die Herren von Sachenkirch und vermutlich später das Adelsgeschlecht Gellhorn, deren Zweig sich seither von Gellhorn und Költschen nannte, 1654 Gabriel von Hund(t), 1740 der Landrat von Schindel, darauf George Rudolph von Schindel, 1768 Friedrich Rudolph von Schindel und seit 1779 Maria Sophia von Witten, geb. von Schwand. Im Verlauf des Dreißigjährigen Krieges wurde das Dorf von durchziehenden schwedischen Truppen verwüstet. Die Propstei soll nach einer alten Überlieferung 1270 von Herzog Bolko I. gegründet worden sein. 1239 erwähnt eine Urkunde bereits einen „Jacobus Plebanus von Colcim“. 1364 wird in einem Zinsbrief Albrecht Pfarrer von „Colczehin“ und „Propst zu Liebenthal“ genannt. Im 16. Jahrhundert entwickelte sich zur wundertätigen Marienfigur eine Wallfahrt. Während der Reformationszeit wurde die Kirche protestantisch. Nach dem Dreißigjährigen Krieg rekatholisiert. Am 28. August 1658 wurde die renovierte und erweiterte Kirche geweiht. Bis zum 19. Jahrhundert war Költschen Sitz eines Propstes. Das Archipresbiteriat des Bistums Breslau führte nach dem Ort seinen Namen. Der Pfarrer von Költschen fungierte als Erzpriester. Das Kirchenpatronat war königlich. Zur katholischen Pfarrei waren Mitte des 19. Jahrhunderts gepfarrt: Költschen, Dreißighufen, Endersdorf, Hennersdorf und Pfaffendorf.
Nach dem Ersten Schlesischen Krieg fiel Költschen mit dem größten Teil Schlesiens an Preußen. Die alten Verwaltungsstrukturen wurden aufgelöst und Költschen in den Landkreis Reichenbach eingegliedert. Költschen unterstand der Kriegs- und Domänenkammer Breslau, bis es im Zuge der Stein-Hardenbergischen Reformen 1815 dem Regierungsbezirk Reichenbach der Provinz Schlesien zugeordnet wurde. Nach der Auflösung des Regierungsbezirks Reichenbach wurden der Kreis Reichenbach am 1. Mai 1820 dem Regierungsbezirk Breslau zugeteilt. 1785 zählte Költschen 1½ Meilen von der Kreisstadt Reichenbach entfernt, ein herrschaftliches Wohngebäude, ein Vorwerk, eine katholische Kirche unter königlichem Patronat die Sitz einer Propstei war, eine Propsteiwohnung, ein Schulhaus, 20 Gärtner, 14 Häusler, eine Windmühle und 194 Einwohner. 1845 gehörte das Gut den Geschwistern Scharff. 1845 zähle Költschen 53 Häuser, ein herrschaftliches Schloss, zwei Vorwerke, 432 Einwohner (210 evangelisch), evangelische Kirche zu Hennersdorf unter dem Patronat dieses Dominiums, eine katholische Pfarrkirche unter königlichem Patronat, eingepfarrt: Költschen, Dreißighufen, Endersdorf, Hennersdorf und Pfaffendorf, eine katholische Schule, eingeschult: Endersdorf und Hennersdorf, eine Windmühle, eine herrschaftliche Brennerei, eine Rustikal-Brennerei, eine herrschaftliche Brauerei, zwei Wirtshäuser, 63 Baumwollwebstühle, 14 andere Handwerker und fünf Händler.
1874 wurde der Amtsbezirk Költschen gebildet, dem die Landgemeinden Endersdorf und Költschen und die gleichnamigen Gutsbezirke eingegliedert wurden. 
Als Folge des Zweiten Weltkriegs fiel Költschen 1945 mit dem größten Teil Schlesiens an Polen. Nachfolgend wurde es in Kiełczyn umbenannt. Die einheimische deutsche Bevölkerung wurde, soweit sie nicht schon vorher geflohen war, weitgehend vertrieben. Die neu angesiedelten Bewohner waren teilweise Zwangsumgesiedelte aus Ostpolen, das an die Sowjetunion gefallen war.
In den Jahren 1975 bis 1998 gehörte Kiełczyn zur Woiwodschaft Wałbrzych (Waldenburg).

## Sehenswürdigkeiten
- Römisch-katholische Pfarrkirche Mariä Geburt, aus dem 14. bis 15. Jahrhundert
- Begräbniskapelle
- Schloss Költschen, aus dem 18. bis 19. Jahrhundert
- Schlosspark, aus dem 19. Jahrhundert